# Snežana Božinović
Snežana Božinović (in serbo Снежана Божиновић?; Kragujevac, 23 dicembre 1963) è un'ex cestista jugoslava.

## Carriera
Con la Jugoslavia ha disputato i Campionati mondiali del 1983 e due edizioni dei Campionati europei (1983, 1985).